# Karpaty (przystanek kolejowy)
Karpaty (ukr. Карпати, ros. Карпаты) – przystanek kolejowy w miejscowości Karpaty, w rejonie mukaczewskim, w obwodzie zakarpackim, na Ukrainie. Leży na linii Lwów – Stryj – Batiowo – Czop.